# Folyófűbagoly
A folyófűbagoly (Aedia funesta)  a rovarok (Insecta) osztályának lepkék (Lepidoptera) rendjéhez, ezen belül a bagolylepkefélék (Noctuidae) családjához tartozó faj.

## Elterjedése
Észak-Spanyolországban, Dél- és Kelet-Franciaországban, Belgiumban, Németország déli részén, Észak-Németországban, Lengyelországban, Moszkva szintjéig egész Oroszországban az Urál hegységig elterjedt. Északnyugat-Németországban, Dániában és Skandináviában egyáltalán nem fordul elő.

## Megjelenése
Szárnyfesztávolsága 34–36 milliméter. A fej és a test sötétbarna.  Az első szárnyak barnák, sötétbarnák, majdnem feketék, nagy, félköríves fehéres rózsaszín folt van a szárnynak az elülső széle között és külső és belső átlós vonal. A hernyók viszonylag vékonyak, világosbarnák vagy barnásfeketék szürke, fekete és narancssárga pontokkal. A lárva hasi lábai már teljesen kifejlődtek.

## Életmódja
Két egymást átfedő generációja van egy évben, a pillangók május végétől augusztusig repülnek.  A lepkék többnyire éjszaka látogatják a virágokat. Esetenként megfigyelhetők nappal is, és vonzódnak a mesterséges fényforrásokhoz.  A hernyók júliustól fejlődnek ki.  Ezek tápnövénye kizárólag szulákfélék (Calystegia sepium, Convolvulus arvensis). Éjszaka aktívak és a nap folyamán elrejtőznek. A kifejlett hernyók közül a második generációs telel át és tavasszal gubózik be.

## Fordítás
- Ez a szócikk részben vagy egészben  a   Zaunwinden-Trauereule című német Wikipédia-szócikk fordításán alapul.  Az eredeti cikk szerkesztőit annak laptörténete sorolja fel. Ez a jelzés csupán a megfogalmazás eredetét és a szerzői jogokat jelzi, nem szolgál a cikkben szereplő információk forrásmegjelöléseként.